# (39546) 1992 DT5
1992 DT5 (asteroide 39546) é um asteroide da cintura principal. Possui uma excentricidade de 0.02158990 e uma inclinação de 5.25826º.
Este asteroide foi descoberto no dia 29 de fevereiro de 1992 por UESAC em La Silla.